# Christian Becker (Regisseur)
Christian Becker (* 4. Januar 1971 in Düsseldorf) ist ein deutscher Filmeditor, Regisseur, Drehbuchautor und Produzent.

## Leben und Wirken
Christian Becker studierte von 1994 bis 1999 an der Kunsthochschule für Medien Köln im Bereich Film/Fernsehen bei Jeanine Meerapfel und Horst Königstein. 1996 studierte er für ein halbes Jahr in Kuba an der Internationalen Hochschule für Film und Fernsehen. Seine Kurzfilme liefen auf nationalen und internationalen Festivals. Für Viene del cielo, einen Kurzfilm, den er in Kuba drehte, erhielt er 1997 den 1. Preis beim Filmfest Dresden.
2002 gründete er zusammen mit Oliver Schwabe field recordings. Die Regisseure arbeiteten unter diesem Label im Spielfilmbereich als Regie- und Autorenduo zusammen.
2005 kam ihr von Wim Wenders produzierter Debütspielfilm Egoshooter, der auf dem 57. Internationalen Filmfestival von Locarno Premiere feierte, in die Kinos. Tom Schilling spielt darin einen orientierungslosen Jugendlichen, der ein Videotagebuch führt. 2009 erschien ihr zweiter Kinospielfilm Zarte Parasiten mit Robert Stadlober in der Hauptrolle. Der Film erzählt die Geschichte eines Pärchens, welches sich als menschliche Dienstleister durchschlägt. Der Film feierte 2009 auf den Internationalen Filmfestspielen von Venedig 2009 Premiere.
2007 gründete Becker zusammen mit Oliver Schwabe die Filmproduktion field recordings filmproduktion, die vorwiegend Dokumentarfilme und Spielfilme produziert.
Neben seiner Tätigkeit als Regisseur, Drehbuchautor und Produzent, ist er bei vielen Projekten auch als Filmeditor tätig, zudem lehrt er in den Bereichen filmische Inszenierung, Dramaturgie und Film Montage und war 2022/23 Vertretungsprofessor für Film-Montage an der FH Dortmund.

## Filmografie (Auswahl)
- 1996: Eine frische Brise (Kurzfilm, Buch, Regie)[7]
- 1997: Viene del cielo (Kurzfilm, Buch, Regie, Schnitt)[1]
- 1999: Luder (Kurzfilm, Buch, Regie)[1]
- 2004: Egoshooter (Spielfilm, zusammen mit Oliver Schwabe, Buch, Regie, Schnitt)[3]
- 2009: Zarte Parasiten (Spielfilm, zusammen mit Oliver Schwabe, Buch, Regie)[4]
- 2011: Escape (Kurzfilm, Schnitt)[8]
- 2013: Das waren die Grünen (Dokumentarfilm, Schnitt) Bildersturm Filmproduktion.[9]
- 2014: Von der Beraubung der Zeit (Dokumentarfilm, Produzent)[1]
- 2015: Ateliergespräche mit Kaspar König (Dokumentarfilmserie, Schnitt)[8]
- 2016: Der Bruder (Kurzspielfilm, zusammen mit Oliver Schwabe, Buch, Regie, Schnitt, Produzent)[8]
- 2017: Tokio Hotel – Hinter die Welt (Dokumentarfilm, Schnitt)[8]
- 2018: Familienleben[10] (Dokumentarfilm, dramaturgische Beratung)[11]
- 2018: Exodus – Berichte von vier unbegleiteten minderjährigen Flüchtlingen (Dokumentarfilm, Schnitt, Produzent)[8]
- 2018: Asi mit Niwoh – Die Jürgen Zeltinger Geschichte (Dokumentarfilm: Schnitt, Produzent)[8]
- 2019: Die Liebe frisst das Leben, Tobias Gruben, seine Lieder und die Erde (Dokumentarfilm: Schnitt, Produzent)[12]
- 2021: Lydia (Kurzfilm: Buch, Regie, Schnitt, Produzent)[13]
- 2022: Sweet Disaster (Kinospielfilm, Buch/Regie: Laura Lehmus, eine Zeitgeist Filmproduktion in Koproduktion mit field recordings filmproduktion) - Koproduzent[14]
- 2024: Die Grube (Kurzspielfilm, zusammen mit Oliver Schwabe, Buch, Regie, Schnitt, Produzent)[15]
- 2025: Ab Morgen bin ich mutig (Kinospielfilm, Buch/Regie: Bernd Sahling, eine Zeitgeist Filmproduktion in Koproduktion mit field recordings filmproduktion) - Koproduzent

## Musikvideos
- 2012 Messer „Mutmaßungen über Hendrik“ aus dem Album „Im Schwindel“ (This Charming Man / Cargo
- 2013 Messer „Neonlicht“ aus dem Album „Die Unsichtbaren“ (This Charming Man / Cargo)
- 2023 Abwärts „Superfucker“ aus dem gleichnamigen Album (Off Ya Tree Records)
- 2025 Pogendroblem „Great Resignation“ aus dem Album „Die Unsichtbaren“ (KidNap Music)

## Auszeichnungen
- 1997: 1. Preis Filmfest Dresden in der Kategorie bester Kurzfilm für Viene del cielo[1]
- 2005: Nominierung New Faces Award für Egoshooter, Beste Regie Newcomer (zusammen mit Oliver Schwabe)[16]
- 2005: Nominierung JJ Star Award für Egoshooter, Jeonju Film Festival, Korea
- 2010 Nominierung Orizzonti Competition für Zarte Parasiten, 66. Internationale Filmfestspiele Venedig (zusammen mit Oliver Schwabe)
- 2016: Nominierung Best Short für Der Bruder,[17] La Cabina – Festival international de mediometrajes de Valencia
- 2016: Nominierung Best Actor für Daniel Michel in Der Bruder, International Figari Film Fest
- 2016: Nominierung Best Short NRW Competition für Der Bruder bei den 62. Internationalen Kurzfilmtagen Oberhausen[18]
- 2016: Nominierung Best Short für Der Bruder, 5th Festival Int'l de Cine de Hermosillo, Sonora, Mexico
- 2016: Nominierung Best Short für Der Bruder, Bamberger Kurzfilmtage[19]
- 2018: Nominierung bester Dokumentarfilm Filmpreis NRW Film Festival Cologne für Asi mit Niwoh – Die Jürgen Zeltinger Geschichte[20]
- 2018: Nominierung deutscher Menschenrechts-Filmpreis für Exodus – Berichte von vier unbegleiteten minderjährigen Flüchtlingen[21][22]
- 2019: Nominierung bester Dokumentarfilm Filmpreis NRW Film Festival Cologne für Die Liebe frisst das Leben[23]
- 2020: Deutscher Dokumentarfilmpreis für den Besten Dokumentarfilm in der Kategorie Musik Die Liebe frisst das Leben
- 2021: Preis NRW Wettbewerb für Lydia bei den 67. Internationalen Kurzfilmtagen Oberhausen[24]
- 2021: Preis der Stadt Duisburg für Lydia bei der 45. Duisburger Filmwoche[25]
- 2021: Nominierung bester Film internationaler Wettbewerb für Lydia, Lucca Film Festival[26]
- 2024: Best Director (International) für Die Grube, 15. Baku International Filmfestival[27]
- 2024: Nominierung Best Experimental Short Film für Die Grube, Oslo Film Festival
- 2024: Nominierung Best International Short Film für Die Grube, 13th Mumbai Shorts International Film Festival